# Referèndum constitucional del Kirguizstan de 2016
Es va celebrar un referèndum constitucional al Kirguizstan l'11 de desembre de 2016. Les esmenes constitucionals van ser aprovades per al voltant del 80% dels votants.

## Antecedents
La constitució posterior a la independència es va introduir en 1993, amb modificacions realitzades després dels referèndums de 1996, 1998, 2003, 2007 i 2010. No obstant això, la constitució actual prohibeix que es facin esmenes fins al 2020. La versió original de la constitució de 2010 es va perdre i no va poder ser trobada, per la qual cosa es va haver de fer ús d'una còpia per a ratificar els canvis posteriors al referèndum el gener de 2017.

## Canvis proposats
Els canvis proposats en la constitució, que van ser presentats per cinc partits, donaven major poder al Primer Ministre i del Consell Suprem, així com la realització d'algunes reformes en el sistema judicial. La reforma també agregava un paràgraf que penalitzava el matrimoni entre persones del mateix sexe, ja que establien que el matrimoni només podia ser "entre un home i una dona" en lloc de "entre dues persones"; això va ser criticat per la Comissió de Venècia del Consell d'Europa.

## Conducta
Va haver-hi alguns informes de presumpte frau. Alguns que els partits polítics havien comprat vots i la gent va dir que els oferien de 500 a 1.000 soms (7 a 14 dòlars) per vot. En una conferència de premsa, el viceministre de l'Interior, Almaz Orozaliev, va informar de cinc casos d'aquest tipus (tres en Bixkek i dos a la regió de Txui).